# Vizcondado de Bas
El vizcondado de Besalú, más tarde llamado Vizcondado de Bas, fue una demarcación señorial surgida como continuación del desaparecido condado de Besalú. Su posesión fue siempre compleja y estuvo sujeta a muchos cambios de manos y negociaciones.

## Extensión
Concretar con exactitud cuáles eran los límites del original y antiguo vizcondado de Bas no es tarea sencilla, pero, sin embargo, a través del examen de documentación al respecto podemos comprobar que tenía los siguientes límites:
- Por el norte limitaba con Riudaura, siguiendo el curso de la riera de Vianya, y comprendía las cimas de Santigosa, Coll de Caubet, Colldecanes, Milany, Collfret y el Puigsacalm.
- Por el oeste seguía la cordillera de Santa Magdalena hasta unirse al Coll de Bracons con la cordillera conocida por Cingleres d'Ayats y pasaba por las cimas de Joanetes, Castelló de Bas, Cabrera y Rupit, donde doblaba la línea y seguía los límites del actual municipio de Sant Esteve d'en Bas.
- Por el sur, limitaba con la montaña y castillo de Colltort y también con el pueblo de Santa Pau. Ambos lugares formaban parte de la Baronía de Santa Pau.
- Por el este seguía el curso del río Fluvià hasta encontrar la riera de Ridaura, afluente del mismo río.
En resumen, este vizcondado se componía por los lugares y parroquias de Cabrera, Falgars, San Esteban de Bas, San Pedro de las Presas, Juanitas, San Privado de Bas, Santa María de Puipardinas, La Pinya, San Juan de los Balbs, Riudaura, San Andrés del Coll y Olot.
Por tanto, el territorio inicial de lo que fue el Vizcondado de Bas, en sus orígenes, abarcaba lo que hoy en día es el Vall de Bas, el Vall del Corb, Las Presas, Riudaura y Olot. O sea, los territorios situados en el curso alto del río Fluvià.

## Historia

### Continuación de la casa de Besalú
Francisco Monsalvatje y Fossas sitúa en 986 un supuesto vizconde de Besalú llamado Bernardo, aunque bien podría ser en realidad Bernardo Udalardo, vizconde de Barcelona. Narciso Feliu de la Peña decía que en la expedición de Ramón Borrell I a Córdoba participó un tal Huguet, vizconde de Bas, pero tampoco el dato es seguro, ya que en esa fecha el título de vizconde de Bas no existía. El primer vizconde de Besalú con noticias ciertas fue Udalardo Bernardo, señor del Castillo de Monrós, cerca de Castellfollit de la Roca, que era hijo de Bernardo Isarn, señor del castillo de Milany y nieto de Arnau Isarn, vizconde del Conflent; y que estaba casado con Ermesenda, señora de Beuda y Montagut. Ya ejercía sin duda en 1079, y todavía estaba vivo cuando participó en la expedición a Baleares de 1114. Ya estaba muerto en 1118: Como su hijo Pedro (o Pedro Udalardo) había muerto antes que él, la herencia recayó en el nieto Udalardo II (casado con Ferrana de Moncada), el cual murió joven hacia 1123 dejando un hijo niño, Pedro I, bajo tutela de su tío materno Guillermo Ramón de Moncada. El joven Pedro fue el primero que usó el título de vizconde de Bas en 1126, 15 años después del fin del condado de Besalú, pero murió poco después en 1127 sin descendencia.

### Bajo el linaje de los Cervera
La herencia recayó a su bestia Beatriz de Bas, hija de Udalardo I, la cual estaba casada con Ponce Hugo de Cervera, que así se convirtió en vizconde como Ponce I de Bas, aunque fuera de la casa vizcondal de Berga. A la muerte de Beatriz en 1142 (cuando el hijo mayor y soltero, Pedro II ya había traspasado hacia 1137, habiendo llevado el título de vizconde) el vizcondado pasó al siguiente hijo Ponce II de Bas. En 1147 raptó Almodis de Barcelona del palacio condal para casarse con él, a pesar de la oposición de su hermano el conde-príncipe Ramon Berenguer IV: finalmente logró su propósito al año siguiente a cambio de ceder Castellfollit de la Roca. El matrimonio tuvo cinco hijos: el heredero Hugo I de Bas, un tal Berenguer, Poncio III, Agalbursa (o Galbors, casada en 1158 con Barisó I, juez de Arborea) y Gaia (casada en 1160 con Ramón de Torroja). Tanto él como sus descendientes se implicaron en los esfuerzos de la corona por conquistar las montañas de Prades.  En 1155 el vizcondado recayó en Hugo I de Bas, que luchó con el rey Alfonso el Casto contra Toulouse en 1175. Después dejó el vizcondado por testamento a su hermano Ponce III de Cervera (y en su defecto a su hermana Gaia). Pero lejos de morir, Hugo I viajó a Cerdeña en 1177 para ayudar a su hermana Agalbursa de Bas contra el hijastro de ésta. Allí se casó con Sinispella de Lacon, y de este matrimonio surgió el linaje de los Bas, príncipes de Arborea: cuyo primer miembro fue Hug Poncet.
Desde 1177 el vizcondado fue regido por Ponce III de Cervera, quien a la muerte de su hermano Hugo I en Cerdeña en 1185 aprovechó el antiguo testamento para autodenominarse vizconde de Bas, hasta su muerte en 1195. Esto permitió que su hijo Pedro II de Cervera también heredara el título. Sin embargo, el heredero real de Hugo I, Hugo Poncet, vino de Cerdeña para reclamar la titularidad: la familia llegó a un acuerdo en 1198 que implicaba el reconocimiento de Hugo a cambio de ciertas compensaciones económicas por su primo Pedro II. Después de esto, Hugo Poncet volvió a Cerdeña, esta vez dejando la regencia del vizcondado en manos del otro primo: Hugo de Tarroja, hijo de su tía Gaia y de Ramón. Ambos, el vizconde y el regente, murieron entre 1220 y 1221. El título pasó al heredero sardo Pedro II de Arborea y IV de Bas, que nunca vino a sus tierras catalanas; mientras que la regencia pasó a la hermana de Hugo III, Eldiarda, casada con Ramon de Palau.

### Bajo la casa de Ampurias
En 1231 Eldiarda traspasó la regencia a su hijo Simón I de Palau cuando éste se casó con Gueraua de Anglesola. Unos años después, hacia 1240, Simón (que era bisnieto de Poncio II por vía femenina) compró el título que regentaba a Pedro IV, y así se convirtió en el vizconde de Bas titular y fue reconocido por el rey. Simón murió en 1247, por lo que Gueraua lo regentó hasta que la hija Sibila heredó el título al casarse con Hugo V conde de Ampurias (o Hugo IV de Bas) en 1262. Sin embargo, una vez viuda Sibila tuvo que vender el vizcondado al rey Pedro III en 1280; de la misma manera que también se tuvo que vender los castillos de Milany, Vallfogona, Llaiers y Puigmal a su sobrino Dalmau de Palau. El rey acabaría volviendo el vizcondado de Bas en 1285 a Poncio V de Empúries y IV de Bas (hijo de Sibila y Hugo V), quien le traspasó a su hermano, o hermanastro, Hugo de Bas en 1291, conocido como Huguet, y que también era conde de Esquilache (Squillace). Pero el vizcondado de Bas le fue incautado por el rey Jaime el Justo en 1300, como castigo por haber tomado partido por su hermano Federico II en la corona de Sicilia. En 1315 el rey lo devolvió al último conde de Empúries, entonces Ponç Malgaulí, que murió sin descendencia en 1322 dejando como heredero del testamento condal a su tío: fray Ramón de Ampurias, prior en Cataluña de la Orden del Hospital (hermano de Ponce V y hermanastro de Hugo). Aunque teóricamente el vizcondado de Bas debía volver a manos de la corona, el rey Jaime le cedió también al prior Ramón como prenda de una deuda de 40.000 sueldos. Una vez pagada la deuda en 1331, Hugo V (Huguet) recuperó el título a cambio de setenta mil sueldos que pagó al rey Alfonso III.

### Bajo el linaje de los Cabrera
No está claro cómo el título de vizconde de Bas acabó en manos de la familia Cabrera. Se afirma que Huguet d'Empúries le dejó en testamento al consejero real Bernardo II de Cabrera (con quienes eran parientes), quien después de heredarlo en 1335 lo habría permutado con el rey Pedro el Ceremonioso por los castillos de Cànoves y Bell-lloc. Otros dicen que fue el propio Huguet de Empúries quien, tras recuperarlo, le permutó con Bernardo II de Cabrera a cambio de esos mismos castillos; y que entonces Bernardo cedió el título al rey, con el que previamente ya había pactado la renuncia después de su muerte. En cualquier caso está claro que quedó en manos de la corona, porque en 1352 Pedro III volvía a ceder el vizcondado de Bas a su consejero. Éste le traspasó a su hijo Bernardo III de Cabrera en 1354. Cuando su padre fue ejecutado por la Corona en 1364, Bernado III sublevó el vizcondado durante los años sesenta de ese siglo, insurrección que fue apagada con dificultades.
Finalmente, unos años después, Pedro III perdonó al nieto de su antiguo consejero, Bernardo IV de Cabrera, al que devolvió primero el vizcondado de Cabrera en 1373, y finalmente también el vizcondado de Bas en 1381. A partir de entonces el título se mantuvo vinculado a esa familia definitivamente.

## Lista de los Vizcondes de Bas

### Vizcondes de Besalú[7]
- 850 Ermidón I o Radulfo I, de filiación desconocida. Uno sería vizconde de Besalú y el otro de Girona, no se puede precisar quién lo era de un lugar y quién del otro.
- 925 Seguer, de filiación desconocida
- 968-988 Udalguer I, de filiación desconocida
- 1005-1006 Miró I, de filiación desconocida
- 1003-1017 Dalmau I, de filiación desconocida
- 1020-1055 Guillermo I, hijo del anterior
- 1064 Miró II, de filiación desconocida

#### Casa de Milany (vizcondes de Besalú)
- 1079 -1106 o 1115 Udalardo I, hijo de Bernardo señor de Milany i Amaltruda. Fue Vizconde de Besalú, señor de Milany y de Mont-Ros. Fue padre de Pere de Milany, quien no llegó a ser vizconde porque murió antes que su progenitor y también de Beatriz de Milany.
- 1106 o 1115 – 1123 Udalardo II, nieto de Udalardo I e hijo del difunto Pere de Milany. Vizconde de Bas y señor de Milany, Mont-Ros, Beuda, Montagut y el Catllar.
- Pere Udalardo (primer vizconde de Bas), hijo del anterior.

### Vizcondes de Bas
- 1123-1127 Pedro Udalard ( Pedro I de Bas )
- 1127-1142 Beatriz de Milany (Beatriz I de Bas), hija de Udalard I vizconde de Besalú y mujer de Ponç I Hug de Cervera

### Cervera
- 1127-1130 Ponce I Hugo de Cervera (Ponce I de Bas)
- 1130-1137 Pedro I de Cervera (Pedro II de Bas)
- 1137-1155 Ponce II de Cervera (Ponce II de Bas)
- 1155-1185 Hugo I de Cervera (Hugo I de Bas)
- 1185-1211 Hugo I de Arborea (Hugo II de Cervera) (Hugo II de Bas)
  - Regent 1185-1195 Ponce III de Cervera (Ponce III de Bas) y señor de l'Espluga Subirana
  - Regent 1195-1198 Pedro II de Cervera (Pedro III de Bas) y señor de l'Espluga Subirana
  - Regente 1198-1221 Hugo III de Torroja (Señor de Solsona y Espluga Sobirana) nació por vía materna de Poncio II de Cervera y Bas y primo del anterior.
- 1221-1241 Pedro II de Arborea (Pedro III de Cervera) (Pedro IV de Bas)
  - Regente 1221-1231 Eldiarda de Torroja hermana de Hugo III de Torroja, tía de Pedro II de Arborea y nieta de Poncio II de Cervera y Bas
  - Regente 1231-1241 Simón de Palau (hijo de Eldiarda de Torroja y Ramon de Palau) (Simón I de Bas)

### Palacio
- 1241-1247 Simón de Palau (Simón I de Bas)
- 1247-1280 Sibila de Palau (casada con Hugo V de Ampurias )
- 1262-1277 Hugo V de Ampurias (Hug IV de Bas)

* 1280-1285 Vendido al rey

### Condes de Empúries
- 1285-1291 Ponce V de Empúries (Ponce IV de Bas)
- 1291-1300 Hugo de Ampurias (Huguet)

* 1300-1315 Confiscado por la corona
- 1315-1322 Ponce VI de Empúries (Ponce V de Bas)
- 1322-1331 Ramón de Ampurias

- 1331-1335 Hugo de Empúries (Huguet)

* Pasa a la corona 1335

### Cabrera
- 1335-1335 Bernardo II de Cabrera (Bernardo I de Bas)

* 1335-1352 Pasa la corona
- 1352-1354 Bernardo II de Cabrera (Bernardo I de Bas) (2ª vez)
- 1354-1368 Bernardo III de Cabrera (Bernardo II de Bas)

* 1368-1381 Pasa a la corona
- 1381 Bernardo IV de Cabrera (Bernardo III de Bas)

* 1381 Pasa a los Cabrera que le mantendrán hasta 1756